# Мухамед Мурси
Мухамед Мурси Иса ел Ајат (арап. محمد مرسى عيسى العياط) бивши је председник Египта, који је вршио ту дужност од 30. јуна 2012. године до 3. јула 2013. године.
Дана 21. априла 2015. године осуђен је на 20 година затвора, оптужен је за подстицање мучења, хапшења и убистава демонстраната за време демонстрација у Египту.

## Биографија
Рођен је 20. августа 1951. године у Шаркији, северни Египат. Дипломирао је на Универзитету у Каиру, а докторат стекао на Универзитету Јужне Калифорније 1982. године. После тога је радио као предавач до 1985. године. Након тога се вратио у Египат и радио као предавач Универзитету Загазиг до 2010. године.
Од 2000. године до 2005. године био је члан Народне скупштине Египта и водећа личност Муслиманског братства. Када је Муслиманско братство након револуције 2011. основало Странку слободе и правде (ФЈП), Мурси је постао њен председник. Као њен кандидат, учествовао је на председничким изборима одржаним у мају и јуну 2012. године. На њима је победио Ахмеда Шафика, последњег премијера под режимом у револуцији свргнутог Хоснија Мубарака.
Мурси је, у складу с обећањем пре почетка кампање, након победе поднео оставку на место челника ФЈП. Мурси је први цивил на месту египатског председника, и први који је на то место дошао на општим слободним изборима са више кандидата.

### Председник
Један од његових главних циљева на почетку председничког мандата јесте стицање потпоре за изгласавање новог устава Египта. Мурси подупире устав који би штитио људска права, али у суштини тражи примену исламског закона шеријата у свим сферама живота, па и о том питању.
Дана 27. августа 2012. године, Мурси је именовао 21 саветника и асистента, од којих су три жене, два хришћана и велики број исламиста.
Мурси је 22. новембра објавио декрет с циљем заштите рада уставотворне скупштине, односно декрет штити од оспоравања сваку његову одлуку као председника. Планирано је да декрет буде на снази док се не донесе нови устав. Опозиционар Мухамед ел Барадеи критиковао је Мурсијев потез, оптуживши га „да је присвојио сву моћ и поставио се за новог египатског фараона“. Овај његов потез довео је до нових масовних протеста широм Египта. Мурсијев проглас су осудиле многе организације за људска права, попут Амнести интернашонала, Хјуман рајтс воча и Фридом хауса. Дана 8. децембра, Мурси је повукао проглас, али је и даље остало у плану да се 15. децембра одржи референдум о уставу. Референдум се одржао од 15. до 22. децембра 2012. године, а одобрило га је 64% гласача од укупно 33% припадника гласачког тела колико је изашло на референдум. Мурси је одобрио ступање новог устава на снагу 26. децембра.

### Пад с власти
Јула 2013. године, широм Египта су започеле демонстрације у којима се Мурсија позива да поднесе оставку због нерешених проблема у држави. Египатска војска је 1. јула издала 48-часовни ултиматум унутар којег захтева од политичких партија да ступе у преговоре с демонстрантима, те је запретила војном интервенцијом ако се немири до тада не стишају. Истога дана су четири министра Мурсијеве владе дала оставку, након чега су у парламенту остали само припадници Муслиманске браће. Мурси је 2. јула одбио ултиматум египатске војске тврдњом да ће на свој начин решити кризу. Веће, чији су чланови министар одбране Абдел Фатах ел Сиси, Мухамед ел Барадеи, велики имам Ахмед ел Тајеб и коптски папа и патријарх Теодор II, преузело је власт 3. јула и прогласило Мурсијев председнички мандат неважећим.